# Luc Mbah a Moute
Luc Richard Mbah a Moute (ur. 9 września 1986 w Jaunde) – kameruński koszykarz, występujący na pozycjach niskiego lub silnego skrzydłowego.
14 lipca 2015 podpisał umowę z klubem Sacramento Kings. 25 września 2015 został zawodnikiem Los Angeles Clippers. 19 lipca 2017 zawarł kontrakt z Houston Rockets.
10 lipca 2018 podpisał kolejną w karierze umowę z Los Angeles Clippers. 7 kwietnia 2019 został zwolniony.
7 lipca 2020 dołączył po raz kolejny w karierze do Houston Rockets.

## Osiągnięcia
Stan na 21 września 2021, na podstawie, o ile nie zaznaczono inaczej.
NCAA
- Wicemistrz NCAA (2006)
- Uczestnik NCAA Final Four (2006–2008)
- Najlepszy pierwszoroczny zawodnik konferencji Pac-10 (2006)[8]
- Mistrz:
  - turnieju konferencji Pac 10 (2006, 2008)
  - sezonu zasadniczego Pac 10 (2006–2008)
- Zaliczony do:
  - I składu najlepszych pierwszorocznych zawodników Pac-10 (2006)
  - składu honorable mention Pac-10:
  - 2006–2008
  - All-Defensive (2008)

Reprezentacja
- Wicemistrz Afryki (2007)
- Uczestnik mistrzostw Afryki (2013 – 5.miejsce)
- Zaliczony do I składu mistrzostw Afryki (2007)